# الفارس الأسود (فلم)

## قصة
تظل مشكلة قتل الزوجين مقرونة لابنتهما طوال حياتها، أنها ابنة لاثنين من البدو تزوجا رغما عن إرادة القبيلتين المتنازعتين، فقام أهل كل منهما بقتلهما، ووجدت الفتاة نفسها في مهب الريح، فلجأت إلى المدينة وعملت في السيرك. بعد أن تعرف أصلها تعود إلى قبيلتها لكن القبيلة تنبذها، تقع في غرام ابن شيخ القبيلة، يقوم الأعداد بالإغارة على أبناء القبيل، تحاول الفتاة المشاركة في صد الهجوم لكن أهلها يرفضون مساعدتها، ترتدى ملابس فارس اللثام عن الفارس، ويشيعون أن الفتاة على علاقة آثمة مع الفارس الأسود، وامام هذه الاتهامات الباطلة تكشف الفتاة عن الحقيقة. وتعترف القبيلة بها، وتتزوج من حبيبها ابن شيخ القبيلة الذي قام برد الاعتبار إلى والديها الراحلين.

## القصة كاملة
سلمى من بنى صخر أحبت طلال من بنى عجيل، ولأن بين القبيلتين عداوة فقد رفض الأهل زواجهما، فهربوا وتزوجوا وانجبوا ابنة أسموها «فرحه» وعاشوا عند صديقة لهم تدعى جميله (عواطف رمضان)تعمل في سيرك عاكف. قام حنظلة (محمود إسماعيل) شقيق سلمى بقتلها وقتل زوجها، فهربت جميله بالطفله ومعها قلادة تدل على اصلها. نشأت فرحه في السيرك حتى كبرت (كوكا) وتعلمت الاكروبات وكانت تقوم بدور الفارس الأسود الذي يتغلب على الرجال في السيرك. أشرفت جميله على الموت فصارحت جميله بأصلها، وطلبت منها العودة إلى بنى عجيل لأخذ ميراث ابيها طلال، على ان يساعدها بنى عجيل على أخذ ميراث امها سلمى من بنى صخر، وأعطتها قلادة امها، وأهداها زملائها في السيرك حصانا ابيض. وفي الطريق اعترضها صايب (فريد شوقي)  وقتل حصانها ووصلت إلى بنى عجيل سيرا على الأقدام، واستقبلتها عمتها(رفيعة الشال) وابن عمتها عصام (يحيى شاهين) ولكنهم رفضوا ان يساعدوها ضد بنى صخر، فذهبت إليهم وحدها ممتطيه الأشهب جواد الشيخ عجيل (فؤاد فهيم) واكتشفت ان زعيمهم هو صايب وأن حنظل خالها مازال على قيد الحياه ويريد قتلها لأنها ابنة حرام، وساومها صايب على شرفها، فلما رفضت أخذ منها الأشهب وطردها. ثار الشيخ عجيل على فقده حصانه الأشهب، فتعهدت بإعادته بالمكر والحيلة وقابلت صايب وطلبت منه أن يسابقها فإن سبقها نال منها، فلما ابتعدا عن القبيلة تمكنت من السيطرة عليه وقيده في نخلة وأخذت الأشهب بالإضافة إلى حصانه وعادت إلى بنى عجيل، ولكن مى بنت عامر (سميحة توفيق)التي تحب عصام ادعت ان فرحه سلمت نفسها إلى صايب مقابل نيلها الحصانين، فذهب عصام ليرى صايب مقيدا، ولكنه وجده طليقا فتصارع معه وضربه، وعندما عاد للقبيلة طرد فرحه، التي رحلت ومعها بهلول (سعيد أبو بكر) الذي كانت تعطف عليه. تمكن صايب من الانتقام من عصام بالإغارة على قبيلته وأخذ مواشى وأغنام القبيلة، ولما علمت فرحه لبست ملابس الفارس الأسود وتمكنت من التغلب على رجال صايب بالحيلة وأعادت كل الأسلاب، ولكن وقع عصام في الأسر، وتمكن الفارس الأسود من فك أسره.طلبت مى بنت عامر من صايب قتل فرحه مقابل أن تسلمه بالحيلة رجال بنى عجيل، الذين تم أسرهم جميعا. شعرت فرحه ان ميراثها هو سبب كل تلك المشاكل فحطمت القلادة، ولكنها وجدت بداخلها عقد زواج امها من ابيها، فعرضته على خالهاحنظلة الذي فرح لأنها ابنة حلال ووعدها بمساعدتها. ابلغها بهلول بأسر رجال بنى عجيل، فلبست ملابس الفارس الأسود وأخذت حنظلة وبعض من رجال بنى عجيل وحررت الأسرى ومعهم عصام، وتم قتل مى بنت عامر وأسرصايب، وعلم الكل انها ابنة حلال وأنها الفارس الأسود الذي انقذهم، فطلبت منهم العفو عن صايب والصلح معه وتم الوئام بين القبيلتين وتسلمت ميراثها من ابيها وامها وتزوجت من عصام.

## فريق العمل

### بطولة[4]
| - كوكا- فرحة/الفارس الأسود - يحيى شاهين- عصام - فريد شوقي- صايب - سميحة توفيق - سعيد أبو بكر- بهلول | - فؤاد فهيم - رفيعة الشال - محمود إسماعيل- حنظلة - صلاح نظمي - عواطف رمضان | - حسن حامد - نعمت مختار - الطوخي توفيق- معارك - عبد السلام خفاجه- غناء - فايد محمد فايد- غناء | - شافية أحمد- غناء - عبد الباقي حسنين- قارع الطبول - ضياء السويفي |

### الإداريون
| - بيرم التونسي- حوار وكلمات الأغاني - حسين حلمي المهندس- سيناريو - محمد الإمام- مؤلف - نيازي مصطفى- مخرج - فوزى على- ملاحظ السيناريو - فؤاد عارف- مخرج مساعد | - أبو السعود محمد- مخرج مساعد - محمد جلال- مخرج مساعد - أوهان- مصور - وإلى نور الدين- مساعد المصور - أحمد إسماعيل- مونتير - مانوش- مونتير نيجاتيف | - حسين أحمد- مركب الفيلم - نيفيو أورفانللي- مهندس الصوت - أفلام السهم الذهبي - كوكا- منتج - رمسيس عزيز- مدير الإنتاج - أفلام نهضة الشرق - بول مراديان- موزع - أحمد الكسار- ملابس | - سيد عوض- ماكيير - فؤاد الظاهري- ملحن الاستعراض - عبد السلام خفاجه- غناء - فايد محمد فايد- غناء - شافيه أحمد- غناء - عبد الغني الشيخ- الألحان | - صبحي بسطا- مصور فوتوغرافيا - روبرت شارفنبرج- منفذ المناظر - جلال محمد- منفذ المناظر - حبيب خوري- مهندس المناظر - بكر نصر- إكسسوار - إمام عويس- ريجيسير |